# X-COM
X-COM — серия компьютерных стратегических игр, объединённая тематикой инопланетного вторжения. Первая игра серии, X-COM: UFO Defense, разработанная британской студией Mythos Games под руководством Джулиана Голлопа и выпущенная в 1994 году, сочетала в себе два игровых режима — глобальную стратегию и тактическую ролевую игру — и стала образцом для множества продолжений и подражаний. В 2012 году серия была перезапущена игрой XCOM: Enemy Unknown, разработанной Firaxis Games.

## Игры

### Основные
| Название игры                                                 | Разработчик                      | Издатель   | Год  | Платформы                                                                      | Жанр |
| ------------------------------------------------------------- | -------------------------------- | ---------- | ---- | ------------------------------------------------------------------------------ | --- |
| UFO: Enemy Unknown (В Северной Америке - X-COM: UFO Defense). | Mythos Games, MicroProse         | MicroProse | 1994 | MS-DOS, Windows, PlayStation, Amiga, CD32                                      | Стратегия в реальном времени (Geoscape) Пошаговая тактика (Battlescape)                                          |
| X-COM: Terror from the Deep                                   | MicroProse                       | MicroProse | 1995 | MS-DOS, Windows, PlayStation                                                   | Стратегия в реальном времени (Geoscape) Пошаговая тактика (Battlescape)                                          |
| X-COM: Apocalypse                                             | Mythos Games, MicroProse         | MicroProse | 1997 | MS-DOS, Windows                                                                | Стратегия в реальном времени (Geoscape) Пошаговая тактика (Battlescape) Тактика в реальном времени (Battlescape) |
| X-COM: Interceptor                                            | MicroProse                       | MicroProse | 1998 | Windows                                                                        | Стратегия в реальном времени (Geoscape) Космический симулятор                                                    |
| X-COM: Enforcer                                               | Hasbro Interactive               | Infogrames | 2001 | Windows                                                                        | Шутер от третьего лица                                                                                           |
| XCOM: Enemy Unknown                                           | Firaxis Games                    | 2K Games   | 2012 | Windows, macOS, Linux, PlayStation 3, PlayStation Vita, Xbox 360, Android, iOS | Стратегия в реальном времени (Geoscape) Пошаговая тактика (Battlescape)                                          |
| The Bureau: XCOM Declassified                                 | 2K Marin, 2K Australia, 2K China | 2K Games   | 2013 | Windows, macOS, PlayStation 3, Xbox 360                                        | Тактический шутер от третьего лица                                                                               |
| XCOM 2                                                        | Firaxis Games                    | 2K Games   | 2016 | Windows, macOS, Linux, PlayStation 4, Xbox One, Nintendo Switch                | Стратегия в реальном времени (Geoscape) Пошаговая тактика (Battlescape)                                          |
| XCOM: Chimera Squad                                           | Firaxis Games                    | 2K Games   | 2020 | Windows                                                                        | Стратегия в реальном времени (Geoscape) Пошаговая тактика (Battlescape)                                          |

### Дополнения
| Название игры       | Название дополнения       | Разработчик   | Издатель | Год  | Платформы                                                                      | Жанр                                                                    |
| ------------------- | ------------------------- | ------------- | -------- | ---- | ------------------------------------------------------------------------------ | ----------------------------------------------------------------------- |
| XCOM: Enemy Unknown | XCOM: Enemy Within        | Firaxis Games | 2K Games | 2013 | Windows, macOS, Linux, PlayStation 3, PlayStation Vita, Xbox 360, Android, iOS | Стратегия в реальном времени (Geoscape) Пошаговая тактика (Battlescape) |
| XCOM 2              | XCOM 2: War of the Chosen | Firaxis Games | 2K Games | 2017 | Windows, macOS, Linux, PlayStation 4, Xbox One                                 | Стратегия в реальном времени (Geoscape) Пошаговая тактика (Battlescape) |

### Отменённые
| Название игры   | Разработчик                    | Жанр                                                                             |
| --------------- | ------------------------------ | -------------------------------------------------------------------------------- |
| X-COM: Genesis  | Hasbro Interactive             | Стратегия в реальном времени (Geoscape) Тактика в реальном времени (Battlescape) |
| X-COM: Alliance | Hasbro Interactive, Infogrames | Тактический шутер от первого лица                                                |

## История разработки
Начало серии положила игра, выпущенная под названием UFO: Enemy Unknown в Европе и X-COM: UFO Defense в Северной Америке. Во главе проекта X-COM стояли два программиста — братья Джулиан и Ник Голлопы. Сразу после окончания работ над первой частью братья начали работу над третьей (Apocalypse). Вторая же часть X-COM: Terror from the Deep большей частью являлась клоном первой части с перерисованными спрайтами и сильно изменённым балансом.
Первые две игры являются самыми популярными и самыми успешными из серии, и первыми были названы Игрой Года многими игровыми журналами. В 2007 году сайт IGN поставил X-COM: UFO Defense на первое место в ряду 25 лучших PC-игр всех времен.
- OpenXcom — клон игры UFO: Enemy Unknown (она же X-COM: UFO Defense) с открытым программным обеспечением для Windows и других операционных систем с исправленными ошибками и возможностью моддинга. Игра имеет переписанный движок, релиз-версия от 13 июня 2014 года.

X-COM: Apocalypse добавил несколько нововведений в серию. В дополнение к походовому режиму боя, была введена боевая система в реальном времени с возможностью переключения между режимами. Общая стилистика игры стала футуристической и менее мрачной. Это была последняя игра серии, над которой работал Джулиан Голлоп; дальнейшие игры делались без его участия.
После X-COM: Interceptor (X-COM: Перехватчик), корпорация Hasbro Interactive купила MicroProse и приобрела бренд X-COM. 9 октября 2012 года компания Firaxis выпустила пошаговую стратегию XCOM: Enemy Unknown — ремейк оригинальной игры. 12 ноября 2013 года компания Firaxis выпустила XCOM: Enemy Within — аддон к XCOM: Enemy Unknown. 20 августа 2013 вышла следующая игра в серии — шутер от третьего лица The Bureau: XCOM Declassified (ранее «XCOM») от разработчика 2K Marin. 5 февраля 2016 года вышла следующая игра в серии с названием XCOM 2. 29 августа 2017 года компания Firaxis выпустила XCOM 2: War of the Chosen — аддон к XCOM 2, а 24 апреля 2020 года — XCOM: Chimera Squad, аддон, переработанный в отдельную игру.

### Отменённые игры
Для этой серии были запланированы ещё две игры. Разработка обеих была приостановлена, когда Hasbro закрыла Hasbro Interactive в 1999—2000 году.
- X-COM: Genesis (Генезис)
- X-COM: Alliance (Союз)

## Отзывы и критика
В декабре 2012 года создатель серии игр X-COM Джулиан Голлоп дал интервью на английском языке, опубликованное журналом «Игровая Звезда», в котором одобрил игры XCOM: Enemy Unknown конца 2012 года (соответственно улучшенный XCOM: Enemy Within конца 2013 года) и Xenonauts, релиз которой состоялся весной 2014 года.

Серия XCOM всегда была очень популярна, а сейчас она на новом пике популярности. Вы хотите работать над новой частью этой франшизы?

Нет, я думаю, что я завершил с X-Com. Я много раз пытался в течение многих лет вести работы, чтобы получить ремейк, но Firaxis наконец сделала это (речь идёт об игре XCOM: Enemy Unknown, получившей улучшенное переиздание XCOM: Enemy Within). Кроме того, есть перспективный и более верный ремейк «Xenonauts».

## Наследие
Популярность серии — прежде всего привела к появлению аналогичных игр от других разработчиков. Они заимствуют от оригинального ряда очень многое, но также имеют свои нововведения.
Духовными преемниками и продолжением серии стали игры UFO (серия игр):
- UFO: Aftermath (2003)
- UFO: Aftershock (2005)
- UFO: Afterlight (2007)

Но из-за отказа от классического пошагового тактического боя, отсутствия тактически полезной системы разрушения объектов и далекой от предков системы экономики немалое число поклонников осталось разочарованной продолжением популярной серии.
- 4 мая 2007 года была выпущена игра UFO: Extraterrestrials — наиболее близкая по реализации к классической X-COM: UFO Defense[6].
- UFO2Extraterrestrials: Battle for Mercury — продолжение, вторая часть игры UFO: Extraterrestrials[7].

UFO: Alien Invasion — бесплатная мультиплатформенная игра, постоянно дополняемая командой разработчиков. Присутствует мультиплеер.
Xenonauts (смесь пошаговой стратегии и тактической ролевой игры) от независимой компании Goldhawk Interactive. Проект был одобрен создателем X-COM Джулианом Голлопом. Предварительная дата релиза была назначена на осень 2012 года. Публичная демоверсия игры была выпущена 8 мая 2012 года. Релиз состоялся 30 мая 2014 года.